# Zajazd Aragoński w Birgu
Zajazd Aragoński (malt. Berġa ta' Aragona, fr. Auberge d'Aragon) – zajazd w Birgu na Malcie. Zbudowany w XVI wieku jako miejsce pobytu rycerzy Zakonu Świętego Jana z języka Aragonii, Nawarry i Katalonii.
Zajazd znajdował się wewnątrz Collachio (najstarsza, centralna część) Birgu, przylegając do Auberge d'Auvergne et Provence oraz Auberge de France. Budynek wysoki na dwie kondygnacje, ma centralnie umieszczone wejście i dwa balkony. Rycerze języka Aragonii mieszkali tam do czasu zbudowania w Valletcie, po roku 1571, większego Zajazdu Aragońskiego.
Część fasady pokryta jest teraz kamiennymi płytkami, poza tym zajazd wciąż zachował swój pierwotny charakter. Aktualnie budynek jest w rękach prywatnych.
Budynek zajazdu wpisany został, razem z innymi zajazdami w Birgu, na "Antiquities List of 1925". 22 grudnia 2009 roku został zaliczony do zabytków narodowych 1. klasy, jest również umieszczony na liście National Inventory of the Cultural Property of the Maltese Islands.